# Elephas maximus indicus
El elefante indio (Elephas maximus indicus) es una de las cuatro subespecies de elefante asiático que existen. Es la segunda en tamaño, y generalmente son tan altos como los de elefantes de Ceilán, aunque un poco menos pesados. La mayoría de los individuos presenta colmillos. Es la subespecie más abundante, con bolsas de población distribuidas desde la India hasta la península de Malaca.